# Films américains sortis en 1925

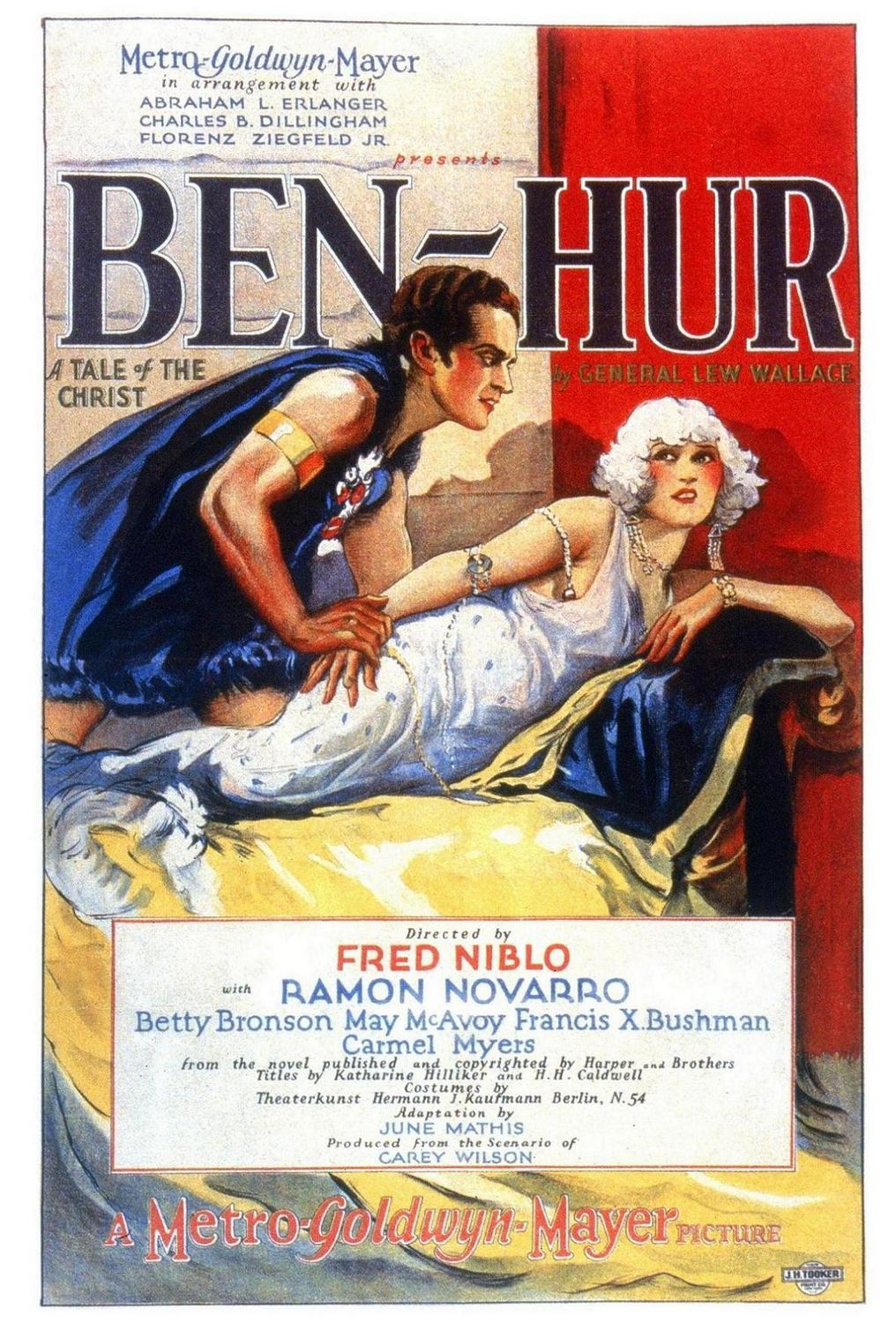
Affiche de Ben-Hur.

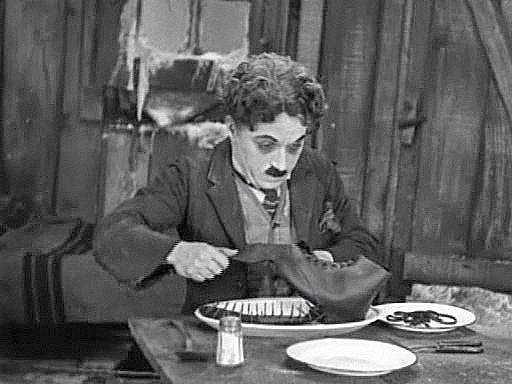
La Ruée vers l'or (The Gold Rush) avec Charlie Chaplin.

Listes de films américains
- 1921
- 1922
- 1923
- 1924
- 1925
- 1926
- 1927
- 1928
- 1929

Liste (non exhaustive) de films américains sortis en 1925.

## A-Z (par ordre alphabétique des titres en anglais)
| Titre                                               | Réalisateur                            | Distribution                                                 | Genre                    | Notes                                          |
| --------------------------------------------------- | -------------------------------------- | ------------------------------------------------------------ | ------------------------ | ---------------------------------------------- |
| Are Parents People?                                 | Malcolm St. Clair                      | Betty Bronson, Florence Vidor, Adolphe Menjou                | Comédie                  |                                                |
| Ben-Hur                                             | Fred Niblo                             | Ramón Novarro, Francis X. Bushman, May McAvoy, Betty Bronson | Film historique          |                                                |
| The Big Parade                                      | King Vidor                             | John Gilbert, Renée Adorée                                   | Film de guerre           |                                                |
| La Barrière des races (Braveheart)                  | Alan Hale                              | Rod La Rocque                                                | Western                  |                                                |
| The Calgary Stampede                                | Herbert Blaché                         | Hoot Gibson et Virginia Brown Faire                          | Western                  |                                                |
| The Circle                                          | Frank Borzage                          | Eleanor Boardman, Malcolm McGregor                           | Film d'amour, drame      |                                                |
| Charley's Aunt                                      | Scott Sidney                           | Sydney Chaplin, Ethel Shannon, Alec B. Francis               | Comédie                  |                                                |
| Children of the Whirlwind                           | Whitman Bennett                        | Lionel Barrymore et Marguerite De La Motte                   | Drame                    |                                                |
| The Circus Cyclone                                  | Albert S. Rogell                       | Art Acord et Cesare Gravina                                  | Western                  |                                                |
| Clash of the Wolves                                 | Noel M. Smith                          | Charles Farrell, June Marlowe, Heinie Conklin                | Western                  |                                                |
| Cobra                                               | Joseph Henabery                        | Rudolph Valentino, Nita Naldi                                | Drame                    |                                                |
| Code of the West                                    | William K. Howard                      | Owen Moore et Constance Bennett                              | Western                  |                                                |
| Confessions of a Queen                              | Victor Sjöström                        | Alice Terry, Lewis Stone, John Bowers                        | Drame                    |                                                |
| Coming Through                                      | A. Edward Sutherland                   | Thomas Meighan, Wallace Beery et Lila Lee                    | Film dramatique          | basé sur une histoire de Jack Bethea           |
| Curses!                                             | Fatty Arbuckle                         | Al St. John                                                  | Comédie                  |                                                |
| L'Ange des ténèbres (The Dark Angel)                | George Fitzmaurice                     | Ronald Colman, Vilma Bánky                                   | Drame                    |                                                |
| Daughters Who Pay                                   | George Terwilliger                     | Marguerite De La Motte                                       |                          |                                                |
| Discord in 'A' Flat                                 | Scott Darling                          | Arthur Lake, Marceline Day                                   | Comédie                  |                                                |
| Don Q, Son of Zorro                                 | Donald Crisp                           | Douglas Fairbanks                                            | Film de cape et d'épée   |                                                |
| The Eagle                                           | Clarence Brown                         | Rudolph Valentino                                            |                          |                                                |
| East Lynne (1925 film)                              | Emmett J. Flynn                        | Alma Rubens, Edmund Lowe                                     | Drame                    |                                                |
| The Everlasting Whisper                             | John G. Blystone                       | Tom Mix, Alice Calhoun                                       | Western                  |                                                |
| Exchange the Wives                                  | Hobart Henley                          | Eleanor Boardman, Renée Adorée, Lew Cody                     | Drame                    |                                                |
| Fifty-Fifty                                         | Henri Diamant-Berger                   | Hope Hampton, Lionel Barrymore, Louise Glaum                 | Drame                    |                                                |
| The Fighting Dude                                   | Fatty Arbuckle                         | Lupino Lane, Virginia Vance                                  | Comédie                  |                                                |
| Fighting the Flames                                 | Bill Reeves                            | William Haines, Dorothy Devore                               | Drame                    |                                                |
| Fine Clothes                                        | John M. Stahl                          | Lewis Stone, Percy Marmont, Alma Rubens                      | Comédie                  |                                                |
| Flaming Love                                        | Victor Schertzinger                    | Eugene O'Brien, Mae Busch, Ben Alexander                     | Western                  |                                                |
| Flying Hoofs                                        | Clifford Smith                         | Jack Hoxie                                                   | Western                  |                                                |
| Forty Winks                                         | Paul Iribe, Frank Urson                | Raymond Griffith, Theodore Roberts                           | Comédie                  |                                                |
| Vive le sport ! (The Freshman)                      | Fred C. Newmeyer, Sam Taylor           | Harold Lloyd, Jobyna Ralston                                 | Comédie                  |                                                |
| Go West                                             | Buster Keaton                          | Buster Keaton                                                | Comédie, western         |                                                |
| The Gold Rush                                       | Charlie Chaplin                        | Charlie Chaplin                                              | Comédie, Aventure        |                                                |
| Déchéance (The Goose Woman)                         | Clarence Brown                         | Louise Dresser, Jack Pickford                                | Drame                    |                                                |
| Grass                                               | Merian C. Cooper, Ernest B. Schoedsack | Merian C. Cooper, Ernest B. Schoedsack, Marguerite Harrison  | Film documentaire        |                                                |
| The Great Love                                      | Marshall Neilan                        | Robert Agnew, Viola Dana, ZaSu Pitts                         | Comédie                  |                                                |
| Havoc                                               | Rowland V. Lee                         | Madge Bellamy et George O'Brien                              | Drame                    |                                                |
| Head Winds                                          | Herbert Blaché                         | House Peters et Patsy Ruth Miller                            | Drame                    |                                                |
| Heart Trouble (1928 film)                           | Scott Darling                          | Arthur Lake, Marceline Day                                   | Comédie                  |                                                |
| Her Market Value                                    | Paul Powell                            | Agnes Ayres, Hedda Hopper, Anders Randolf                    | Drame                    |                                                |
| Sa sur de Paris (Her Sister from Paris)             | Sidney Franklin                        | Ronald Colman, Constance Talmadge, George K. Arthur          | Comédie                  |                                                |
| His People                                          | Edward Sloman                          | Blanche Mehaffey et George J. Lewis                          | Drame                    |                                                |
| His Supreme Moment                                  | George Fitzmaurice                     | Blanche Sweet, Ronald Colman                                 | Drame                    |                                                |
| Hogan's Alley                                       | Roy Del Ruth                           | Monte Blue et Patsy Miller                                   | Comédie                  |                                                |
| The Hunted Woman                                    | Jack Conway                            | Seena Owen et Victor McLaglen                                | Drame                    |                                                |
| The Hurricane Kid                                   | Edward Sedgwick                        | Hoot Gibson, Marian Nixon                                    | Western                  |                                                |
| Irish Luck                                          | Victor Heerman                         | Thomas Meighan, Lois Wilson                                  | Mélodrame                |                                                |
| The Iron Mule                                       | Fatty Arbuckle                         | Al St. John                                                  | Comédie                  | Buster Keaton fait une apparition non créditée |
| Isn't Life Terrible?                                | Leo McCarey                            | Charlie Chase, Katherine Grant et Oliver Hardy               | Comédie                  |                                                |
| Joanna                                              | Edwin Carewe                           | Dorothy Mackaill, George Fawcett, Dolores del Río            |                          |                                                |
| Incognito (The King on Main Street)                 | Monta Bell                             | Bessie Love, Adolphe Menjou                                  | Comédie romantique       |                                                |
| A Kiss for Cinderella                               | Herbert Brenon                         | Betty Bronson, Tom Moore                                     | Fantasy                  |                                                |
| The Lady                                            | Frank Borzage                          | Norma Talmadge, Wallace MacDonald                            | Drame                    |                                                |
| Lady of the Night                                   | Monta Bell                             | Norma Shearer, Malcolm McGregor                              | Romance                  |                                                |
| Lady Windermere's Fan                               | Ernst Lubitsch                         | Ronald Colman, May McAvoy                                    | Comédie                  |                                                |
| Lena Rivers                                         | Whitman Bennett                        | Earle Williams, Edna Murphy, Johnnie Walker                  | Drame                    |                                                |
| The Limited Mail                                    | George Hill                            | Monte Blue, Vera Reynolds, Willard Louis                     | Drame                    |                                                |
| Little Annie Rooney                                 | William Beaudine                       | Mary Pickford, William Haines                                | Drame                    |                                                |
| Lord Jim                                            | Victor Fleming                         | Percy Marmont et Shirley Mason                               |                          |                                                |
| The Lost World                                      | Harry Hoyt                             | Bessie Love, Wallace Beery et Lloyd Hughes                   | Fantasy, film d'aventure |                                                |
| The Lucky Devil                                     | Frank Tuttle                           | Richard Dix, Esther Ralston                                  | Comédie dramatique       |                                                |
| The Lucky Horseshoe                                 | John G. Blystone                       | Tom Mix, Billie Dove                                         | Western                  |                                                |
| The Mad Whirl                                       | William A. Seiter                      | May McAvoy, Jack Mulhall                                     | Drame                    |                                                |
| Madame Behave                                       | Scott Sidney                           | Julian Eltinge, Ann Pennington                               | Comédie                  |                                                |
| The Marriage Whirl                                  | Alfred Santell                         | Corinne Griffith, Harrison Ford, Kenneth Harlan              | Drame                    |                                                |
| Men and Women                                       | William C. deMille                     | Richard Dix, Claire Adams                                    | Drame                    |                                                |
| The Merry Widow                                     | Erich von Stroheim                     | Mae Murray et Tully Marshall                                 |                          |                                                |
| The Midnight Girl                                   | Wilfred Noy                            | Lila Lee et Béla Lugosi                                      |                          |                                                |
| Le Monstre (The Monster)                            | Roland West                            | Lon Chaney et Gertrude Olmstead                              | Comédie film d'horreur   |                                                |
| The Movies                                          | Fatty Arbuckle                         | Lloyd Hamilton                                               | Comédie                  |                                                |
| The Mystic                                          | Tod Browning                           | Aileen Pringle, Conway Tearle                                | Thriller                 |                                                |
| Never the Twain Shall Meet                          | Maurice Tourneur                       | Anita Stewart, Bert Lytell                                   | Drame                    |                                                |
| New Brooms                                          | William C. deMille                     | Neil Hamilton, Bessie Love, Phyllis Haver                    | Comédie                  |                                                |
| New Lives for Old                                   | Clarence G. Badger                     | Betty Compson, Wallace MacDonald                             | Drame                    |                                                |
| Never the Twain Shall Meet                          | Maurice Tourneur                       | Anita Stewart et Bert Lytell                                 | Drame                    |                                                |
| His New Suit                                        | Zion Myers                             | Arthur Lake, Marceline Day                                   | Comédie                  |                                                |
| The Night Club                                      | Paul Iribe, Frank Urson                | Raymond Griffith, Vera Reynolds                              | Comédie                  |                                                |
| The Party (1925 film)                               | Zion Myers                             | Arthur Lake, Marceline Day                                   | Comédie                  |                                                |
| Le Fantôme de l'Opéra (Phantom of the Opera)        | Rupert Julian                          | Lon Chaney, Mary Philbin, Norman Kerry                       | Horreur                  |                                                |
| Quand on a vingt ans (The Plastic Age)              | Wesley Ruggles                         | Clara Bow, Gilbert Roland                                    | Comédie dramatique       |                                                |
| Pleasure Buyers                                     | Chester Withey                         | Irene Rich, Clive Brook, Gayne Whitman                       | Drame                    |                                                |
| Pretty Ladies                                       | Monta Bell                             | ZaSu Pitts, Conrad Nagel, Tom Moore                          | Comédie Dramatique       |                                                |
| Proud Flesh                                         | King Vidor                             | Eleanor Boardman, Pat O'Malley                               | Comédie dramatique       |                                                |
| The Rag Man                                         | Edward F. Cline                        | Jackie Coogan, Max Davidson                                  | Drame                    |                                                |
| Renegade Holmes, M.D.                               | Ben Wilson                             | Ben Wilson, Marceline Day                                    | Western                  |                                                |
| Sally                                               | Alfred E. Green                        | Colleen Moore et Lloyd Hughes                                | Comédie Romantique       |                                                |
| Sally, Irene and Mary                               | Edmund Goulding                        | Constance Bennett, Joan Crawford                             | Romance                  |                                                |
| Sally of the Sawdust                                | D. W. Griffith                         | Carol Dempster, W. C. Fields                                 | Comédie                  |                                                |
| Scarlet Saint                                       | George Archainbaud                     | Mary Astor, Lloyd Hughes, Frank Morgan                       | Drame                    |                                                |
| Sealed Lips                                         | Tony Gaudio                            | Cullen Landis, Dorothy Revier                                | Drame                    |                                                |
| Seven Chances                                       | Buster Keaton                          | Buster Keaton                                                | Comédie                  |                                                |
| Seven Sinners                                       | Lewis Milestone                        | Marie Prevost, Clive Brook                                   |                          |                                                |
| Short Pants                                         | Scott Darling                          | Arthur Lake, Marceline Day                                   | Comédie                  |                                                |
| The Sign of the Cactus                              | Clifford Smith                         | Jack Hoxie et Helen Holmes                                   | Western                  |                                                |
| Smouldering Fires                                   | Clarence Brown                         | Laura La Plante, Malcolm McGregor                            | Drame                    |                                                |
| The Splendid Road                                   | Frank Lloyd                            | Lionel Barrymore, Marceline Day                              | Western                  |                                                |
| Stella Dallas                                       | Henry King                             | Ronald Colman, Belle Bennett                                 | Drame                    |                                                |
| L'École des mendiants (The Street of Forgotten Men) | Herbert Brenon                         | Percy Marmont, Mary Brian                                    | Drame                    |                                                |
| The Swan                                            | Dimitri Buchowetzki                    | Adolphe Menjou                                               |                          |                                                |
| The Thoroughbed                                     | Oscar Apfel                            | Macklyn Arbuckle, Theodore von Eltz                          |                          |                                                |
| Three Weeks in Paris                                | Roy Del Ruth                           | Matt Moore                                                   |                          |                                                |
| Too Many Kisses                                     | Paul Sloane                            | Richard Dix                                                  |                          |                                                |
| The Taming of the West                              | Arthur Rosson                          | Hoot Gibson, Marceline Day                                   | Western                  |                                                |
| Tracked in the Snow Country                         | Herman C. Raymaker                     | June Marlowe, David Butler                                   |                          |                                                |
| Le Fils de la prairie (Tumbleweeds)                 | William S. Hart, King Baggot           | William S. Hart, Barbara Bedford                             | Western                  |                                                |
| The Unholy Three                                    | Tod Browning                           | Lon Chaney, Mae Busch, Victor McLaglen et Matt Moore         | Film policier            |                                                |
| Waking Up the Town                                  | James Cruze                            | Jack Pickford et Norma Shearer                               | Comédie                  |                                                |
| The Wall St. Whizz                                  | Jack Nelson                            | Marceline Day et Carl Miller                                 | Drame                    |                                                |
| We Moderns                                          | John Francis Dillon                    | Colleen Moore et Jack Mulhall                                | Comédie                  |                                                |
| When the Door Opened                                | Reginald Barker                        | Jacqueline Logan, Walter McGrail                             | Drame                    |                                                |
| The White Outlaw                                    | Clifford Smith                         | Jack Hoxie, Marceline Day                                    | Western                  |                                                |
| Wizard of Oz                                        | Larry Semon                            | Dorothy Dwan et Bryant Washburn                              | Fantasy                  |                                                |
| Wolf Blood                                          | George Chesebro, Bruce Mitchell        | Milburn Morante, Marguerite Clayton                          | Horreur                  |                                                |
| L'Illusion perdue (Womanhandled)                    | Gregory La Cava                        | Richard Dix, Esther Ralston                                  | Comédie                  |                                                |
| La Comtesse Voranine (A Woman of the World)         | Malcolm St. Clair                      | Pola Negri, Holmes Herbert, Chuck McNerney                   |                          |                                                |